# Wronie Gniazdo
Wronie Gniazdo (niem. Krähenkrug) – osada w Polsce położona w województwie zachodniopomorskim, w powiecie białogardzkim, w gminie Białogard. W latach 1975–1998 osada należała do województwa koszalińskiego. W roku 2007 osada liczyła 8 mieszkańców. Osada wchodzi w skład sołectwa Białogórzyno.

## Geografia
Osada leży ok. 1,5 km na południowy wschód od Białogórzyna, nad rzeką Radew.

## Zabytki i ciekawe miejsca
Stanowiska grodziska wyżynnego, datowane na IX – X wiek, osiedle obronne Słowian z okresu wczesnego średniowiecza.
Przy ujściu rzeki Chotli do Radwi znajduje się punkt widokowy.

## Komunikacja
Najbliższy przystanek komunikacji autobusowej znajduje się w Białogórzynie.